# 泰和话
泰和话，语言学上一般称赣语泰和方言，是屬於赣语吉茶片的汉语方言，主要通行于江西省泰和县，使用人数约50万人，以县城澄江镇发音为代表。

## 使用人口
泰和县绝大部分居民说泰和话，总数约50万人。另有约有两三万人（占全县人口的6%）说客家话，主要分布在邻近遂川县的碧溪、桥头和邻近兴国县的小龙、中龙、老营盘、上圯、水槎等乡镇的边沿山区。

## 音韵
- 声母18个（包括零声母）：p pʰ m f t tʰ n l ʦ s ʨ ʨʰ ɕ k kʰ h ŋ Ø
- 韵母59个（包括自成音节的ŋ̍）
- 声调6个：阴平甲45、阴平乙35、陽平33、上声52、去声11、入声5(老式陽入歸去聲11/21)

## 特征
- 没有ʦʼ声母，很多按古音读ʦʼ的字被读着tʼ，如：青tʼia33。
- 古平声清声母有两个调：阴平甲、阴平乙。其中阴平甲45调有明显的紧喉特点。如：鞋hæ45。